# اكليبات الفولة
اكليبات الفولة هي قرية وجماعة قروية تقع في إقليم وادي الذهب بجهة الداخلة وادي الذهب، الصحراء الغربية ، وبلغ عدد سكانها 2.190 نسمة حسب الإحصاء العام للسكان والسكنى لسنة 2014.